# Беттлах (Золотурн)
Беттлах (нім. Bettlach SO) — громада  в Швейцарії в кантоні Золотурн, округ Леберн.

## Географія
Громада розташована на відстані близько 29 км на північ від Берна, 9 км на захід від Золотурна.
Беттлах має площу 12,2 км², з яких на 13,5% дозволяється будівництво (житлове та будівництво доріг), 46,5% використовуються в сільськогосподарських цілях, 37,6% зайнято лісами, 2,5% не є продуктивними (річки, льодовики або гори).

## Демографія
2019 року в громаді мешкало 4971 особа (+2,7% порівняно з 2010 роком), іноземців було 18,2%. Густота населення становила 408 осіб/км².
За віковим діапазоном населення розподілялося таким чином: 17,9% — особи молодші 20 років, 60,7% — особи у віці 20—64 років, 21,4% — особи у віці 65 років та старші. Було 2307 помешкань (у середньому 2,1 особи в помешканні).
Із загальної кількості 2106 працюючих 52 було зайнятих в первинному секторі, 1281 — в обробній промисловості, 773 — в галузі послуг.